# Parc national Grutas de Cacahuamilpa

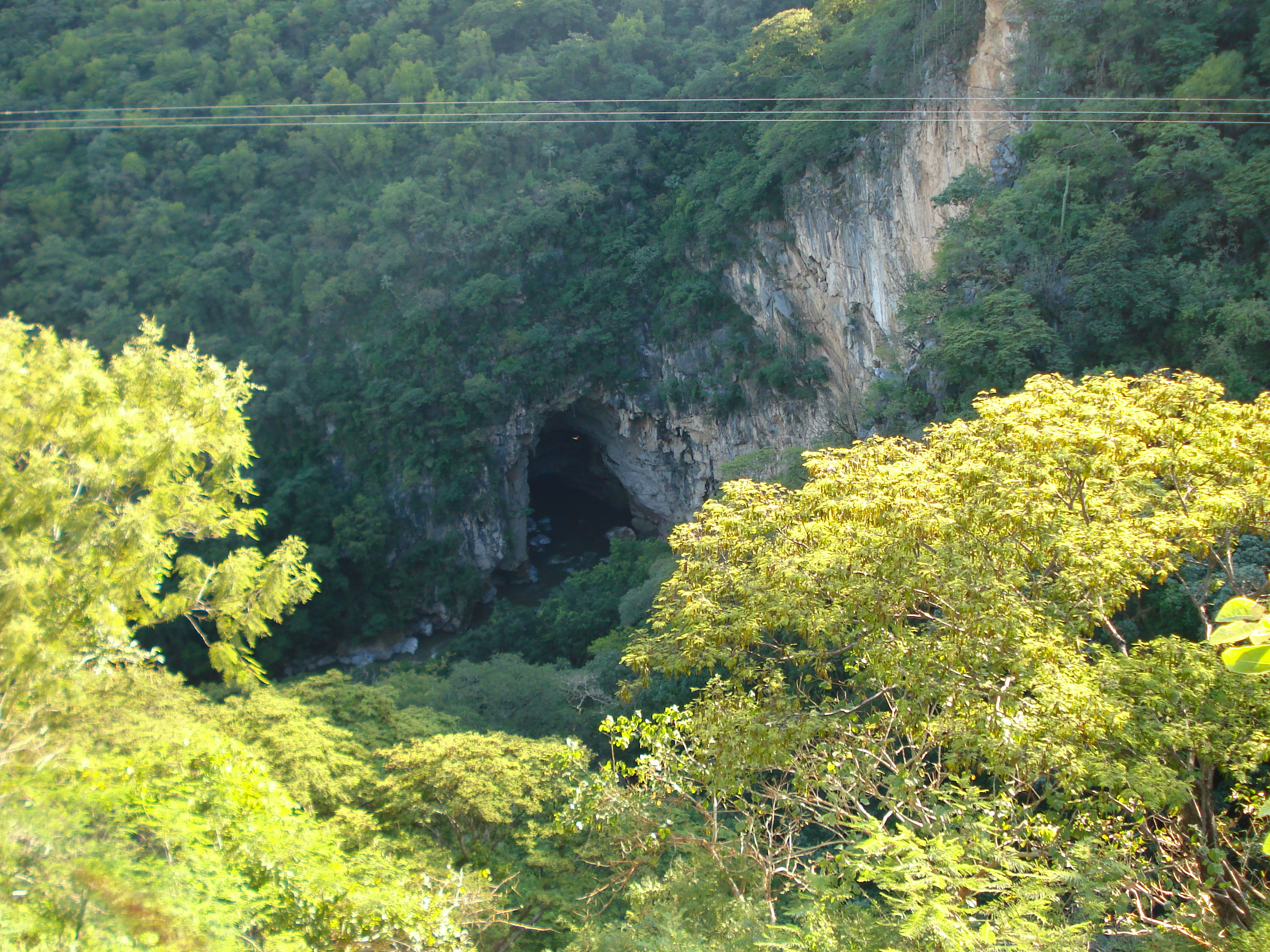
entrée de la grotte

Le parc national Grutas de Cacahuamilpa est un parc national du Mexique situé dans l'État du Guerrero.  Le parc comprend les grottes de Cacahuamilpa. Elles sont situées à 52 km de Taxco et 220 kilomètres d'Acapulco. Elles sont réputées comme étant les plus grandes grottes du monde. De nombreuses stalactites de formes diverses (bouteilles de champagne, animaux), associée à une taille majestueuse (plusieurs kilomètres de long et parfois cent mètres de large) font la beauté des lieux.